# Doroteo di Gaza
Doroteo di Gaza, noto anche come Doroteo l'Eremita o Abba Doroteo (505 – 565), fu un monaco e abate cristiano.

## Biografia
Si è unito al monastero di Abba Serid (o Abba Sveridus) vicino a Gaza attraverso l'influenza degli anziani Barsanofio e Giovanni. Intorno al 540 fondò il suo monastero vicino e divenne abate. 
Ha scritto le istruzioni per i monaci, di cui un numero considerevole sono sopravvissute e sono state compilate nelle Indicazioni per la formazione spirituale. 

## Culto
Doroteo l'Eremita è riconosciuto come santo dalla Chiesa ortodossa e dalla Chiesa cattolica: la sua festa è il 5 giugno nella Chiesa cattolica e il 18 giugno nelle Chiese di tradizione ortodossa orientale.